# Pleurolopha
Pleurolopha là một chi bướm đêm thuộc họ Geometridae.